# Lozanella permollis
Lozanella permollis là một loài thực vật có hoa trong họ Cannabaceae. Loài này được Ellsworth Paine Killip và Conrad Vernon Morton mô tả khoa học đầu tiên năm 1931.

## Phân bố
Loài bản địa Bolivia, Colombia, Ecuador, Peru, Venezuela.